# Ècdic (magistrat)
|  | Per a altres significats, vegeu «Ècdic». |

Ècdic (en llatí Ecdicus, en grec antic ἔκδικος) era el nom d'un magistrat de moltes ciutats de l'Àsia Menor durant la dominació romana. La paraula es tradueix als glossaris antics per cognitor, que tenia el significat de "garant" o "defensor".
L'ècdic era l'agent d'una ciutat en els negocis que es feien a l'estranger i gestionava les relacions amb el govern central, i sobretot s'ocupava de les reclamacions als deutors. En temps de Ciceró el càrrec era ocasional i s'assemblava al d'un ambaixador. Sota l'Imperi el càrrec es va establir de forma permanent.
El càrrec de defensor civitatis, que va establir l'emperador Valentinià I, i que tenia per missió defensar els humils contra els abusos dels poderosos, també s'anomenava en grec ἔκδικος.